# Markovac Križevački
Markovac Križevački falu Horvátországban Kapronca-Kőrös megyében. Közigazgatásilag Sveti Ivan Žabnóhoz  tartozik.

## Fekvése
Kőröstől 15 km-re délkeletre, községközpontjától 7 km-re keletre fekszik.

## Története
A települést 1507-ben említik először, majd az 1513-as, 1517-es és 1520-as adóösszeírásokban egy-két portával szerepel. A 16. század első negyedében Kerecsényi Pál vásárolta meg és még 1628-ban is birtokolta. Korábban a birtok egy részét a Tompa család szerezte meg.
1857-ben 138, 1910-ben 237 lakosa volt. Trianonig Belovár-Kőrös vármegye Körösi járásához tartozott. 2001-ben 169 lakosa volt.

## Külső hivatkozások
A község hivatalos oldala